# Lucas Castromán
Lucas Martín Castromán (nascido em 2 de outubro de 1980) é um futebolista argentino, que atua como meia-ofensivo ou meia-atacante. Atualmente, ele joga no Racing Club de Avellaneda, clube da 1ª divisão argentina. Ele vem de empréstimo do Boca Juniors.
Castromán começou a sua carreira profissional no Vélez Sársfield, em 1997. Após, se transferiu para a Lazio e para a Udinese.
Em 2004, ele voltou de empréstimo da Udinese e voltou a jogar no Vélez, clube em que defendeu por 7 anos. Castromán era um jogador muito prestigiado no Vélez e ajudou o time a ganhar por 2 vezes o Torneio Clausura, em 1998 e 2005.
Após discussões com o técnico Ricardo Lavolpe, Castromán decidiu jogar no Club América. Foram 6 meses lá, até que o clube mexicano o emprestasse para o Boca Juniors, por $1.050.000 USD. Ele disputou algumas partidas pelo Boca Juniors mas acabou não se firmando e agora tenta recuperar suas boas atuações no Racing Club de Avellaneda.

## Títulos
| Ano  | Clube           | Título                              |
| ---- | --------------- | ----------------------------------- |
| 1998 | Vélez Sársfield | Primeira Divisão Argentina Clausura |
| 2005 | Vélez Sársfield | Primeira Divisão Argentina Clausura |
| 2008 | Boca Juniors    | Primeira Divisão Argentina Apertura |